# Cascate del Tugela
Le cascate del Tugela sono le seconde cascate più alte del mondo, con un dislivello complessivo di 947 metri. Si trovano nei Monti dei Draghi, all'interno del Royal Natal National Park, nella provincia di KwaZulu-Natal.

## Descrizione
Le cascate si trovano nei Monti dei Draghi nel Sudafrica orientale. Sono alimentate dal fiume Tugela, soggetto a un regime torrentizio e che è secco in alcuni momenti dell'anno. Questo nasce a soli cinque chilometri a monte, nel massiccio del Mont-aux-Sources. Le cascate si tuffano dalle spettacolari pareti dell'Anfiteatro.

## Controversie sull'altezza
Secondo alcune rilevazioni le cascate sarebbero le più alte del mondo, andando a superare il Salto Angel (979 metri). Ad esempio, secondo una misurazione eseguita nel 2016 da geometri cechi, le cascate del Tugela avrebbero un'altezza di 983 metri, vale a dire 4 in più rispetto alla cascata venezuelana.